# Gnadenkirche (Sellin)

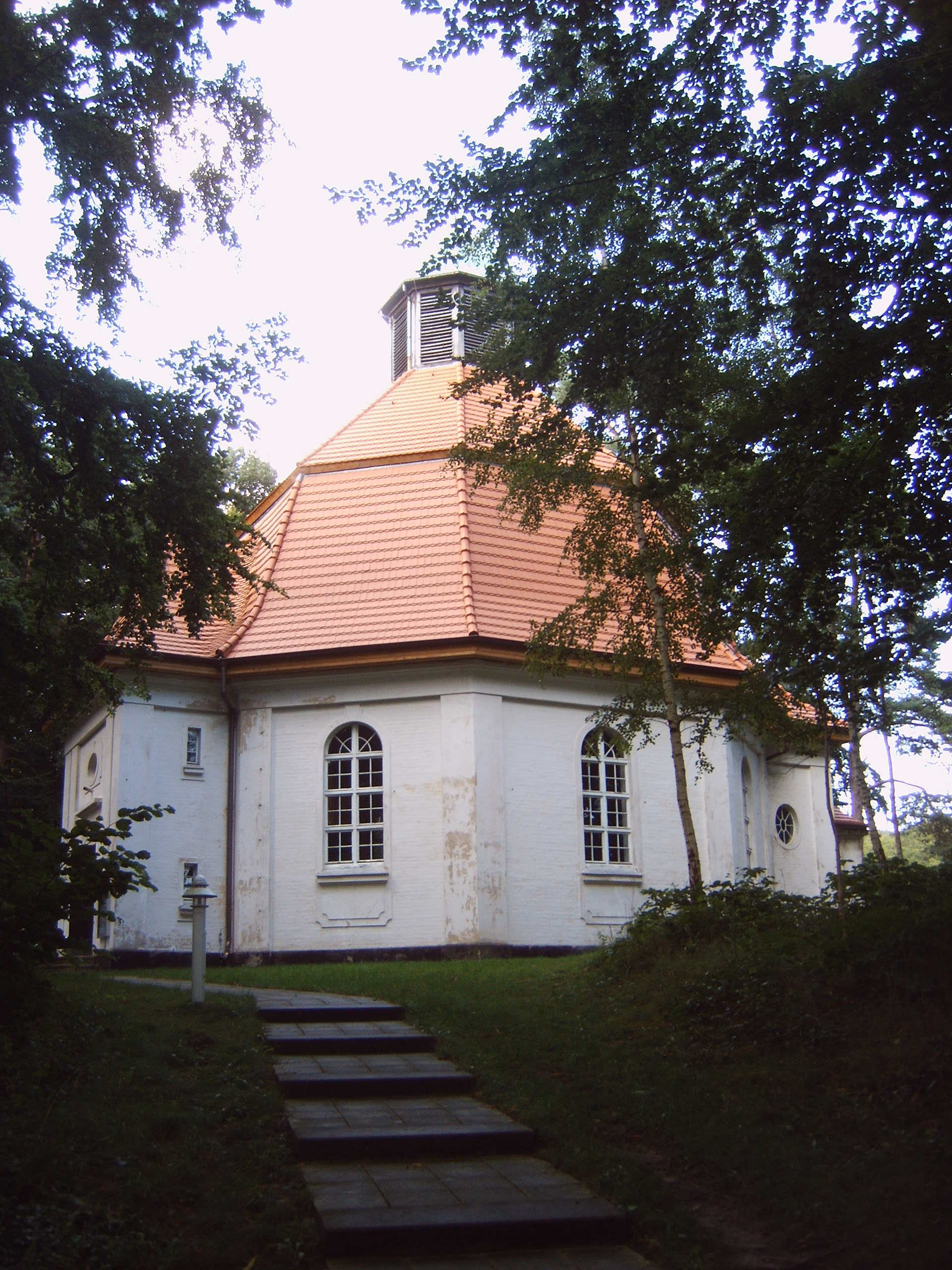
Gnadenkirche in Sellin

Die Gnadenkirche ist die evangelische Kirche des Ostseebades Sellin auf der Insel Rügen.

## Lage
Die Kirche befindet sich in der Selliner Kirchstraße am westlichen Ortsrand und ist von dichten Bäumen umgeben. Hinter dem Kirchengelände schließt sich das Waldgebiet der Granitz an.

## Geschichte und Ausstattung
Zunächst gehörte die Selliner Kirchgemeinde als Tochtergemeinde zu Lancken-Granitz. Die Selliner evangelischen Kirchenmitglieder mussten daher zu Gottesdiensten in den 5 km entfernten Nachbarort laufen. Ende des 19./Anfang des 20. Jahrhunderts gewann Sellin zunehmend an Bedeutung als Ostseebad. Die steigenden Gästezahlen führten dazu, dass für die Selliner und ihre Gäste auf einfachen Bänken unter Buchen zunächst Waldgottesdienste durchgeführt wurden.
Die steigende Bedeutung Sellins, aber auch die Pläne der katholischen Kirche, in Sellin die Maria-Meeresstern-Kirche zu errichten, führten zum Beschluss des Baus der Kirche. Das Baugrundstück stellte die Fürstin von Putbus im Jahr 1908 zur Verfügung. Für den Bau der Kirche wurden Spenden eingeworben. Die größte Einzelspende stammt von einer Witwe Bachmann, die 14.000 Mark zur Verfügung stellte. Die Grundsteinlegung erfolgte am 20. August 1912. Am 8. Juli 1913 wurde die Einweihung der Kirche gefeiert.
Am 20. Juli 1915 fand die Einweihung der Orgel von Barnim Grüneberg (Opus 672) statt. Nach dem Kirchenbrand von 1960 erfolgte eine optische und klangliche Umgestaltung durch W. Sauer Orgelbau Frankfurt (Oder). Das Instrument verfügt seitdem über acht Register auf zwei Manualen und Pedal. Die Trakturen sind pneumatisch ausgeführt. Die Disposition lautet wie folgt:
| I Hauptwerk C– |    |
| Gedackt        | 8′ |
| Prinzipal      | 4′ |
| Mixtur IV      |    |

| II Nebenwerk C– |    |
| Quintade        | 8′ |
| Flöte           | 4′ |
| Oktävlein       | 1′ |

| Pedal C–  |     |
| Subbaß    | 16′ |
| Choralbaß | 4′  |

Für Rüstungszwecke mussten im Ersten Weltkrieg zwei Glocken abgeliefert werden. 1926 wurden zwei neue Glocken angeschafft, die jedoch im Zweiten Weltkrieg erneut abgeliefert werden. Nur eine kleine Bronzeglocke verblieb in der Kirche.
Am 1. April 1950 wurde Sellin zu einer eigenen Pfarre erhoben und somit von Lancken-Granitz gelöst. Die Baaber Gemeinde wurde Tochtergemeinde Seelins. In der Nachkriegszeit war die Selliner Gemeinde in der Versorgung der notleidenden Bevölkerung engagiert. Mit Gebetsgottesdiensten für deutsche Kriegsgefangene in der Sowjetunion im Jahr 1952 und Kritik der Kirche an den Enteignungsaktionen der Aktion Rose positionierte sich die Gemeinde auch politisch gegen die DDR-Staatsorgane. Es kam zu lang anhaltenden Spannungen zwischen kirchlicher Gemeinde und staatlichen Stellen.
Am 24. April 1960 kam es nach einem Konfirmationsgottesdienst zu einem Brand. Der Dachstuhl der Kirche sowie die Glocken wurden zerstört, der Kircheninnenraum verwüstet. Von staatlicher Seite wurde die Brandursache auf einen schadhaften Schornstein zurückgeführt. In späteren Publikationen betonte die Kirchgemeinde den Ausbruch gerade nach dem Konfirmationsgottesdienst und legte den dem entgegengesetzten staatlichen Druck zur Jugendweihe dar und somit spekulativ eine andere Brandursache nahe.
In der Folgezeit betrieb die Kirchgemeinde den zügigen Wiederaufbau der Kirche. Am 24. September 1962 wurde das Richtfest gefeiert, am 3. November 1963 folgte die Weihe dreier neuer Glocken. Im Jahr 1965 erfolgte die Instandsetzung der nur wenig beschädigten Orgel. Auch in der Wendezeit betätigte sich die Kirchgemeinde wieder politisch. Bereits 1987 fand in der Kirche ein Vortrag zu Glasnost und Perestroika statt. Die Kirche war Raum für die öffentlichen Einwohnerversammlungen der Jahre 1989 bis 1991. Eine zur politischen Wende gegründete örtliche Bürgerinitiative traf sich im Pfarrhaus.
Im Mai und Juli 1990 recherchierte das Jugendfernsehen der DDR ELF99 im Pfarrhaus zur Aktion Rose der 1950er Jahre. In den überregionalen Medien war das Kirchengebäude auch durch die Übertragung des Heiligabend-Gottesdienstes und Rundentischgespräches am 25. Dezember 1991 im Fernsehsender n-tv präsent. In der Nachwendezeit erfolgten kleinere Erneuerungen an der Kirche. Im Juni 1990 wurde die Glockenanlage umgebaut und 1995 neu aufgebaut. 1994 fand eine Instandsetzung der Orgel statt. Mit Unterstützung der Kommune wurde 1995 der Zugang zur Kirche neu gepflastert.
Die Kirchengemeinden Sellin, Baabe und Lancken-Granitz bildeten seit dem 1. Januar 2003 einen pfarramtlichen Zusammenschluss. Inzwischen ist die Kirchengemeinde Sellin mit den Kirchengemeinden Baabe, Göhren, Groß Zicker, Middelhagen und Thiessow zusammengeschlossen und bildet die Kirchengemeinde Mönchgut-Sellin.

## Architektur
Das Kirchengebäude entstand im Stil des Neubarock. Für die Gegend ungewöhnlich ist der achteckige Baukörper. Der Putzbau ist mit einem Mansarddach versehen und wird von einer offenen Laterne bekrönt. Die gegenüber der Eingangshalle befindliche Apsis weist einen rechteckigen Grundriss auf.
Die drei von der Firma Schilling aus Apolda 1963 gegossenen Glocken tragen die Inschriften: Dona nobis pachem (Herr, gib uns Frieden), Des Herrn Wort bleibt in Ewigkeit und Krieg und Füür hebben uns nahmen 63 sünd wi wedderkamen und hängen hier baben uns HERRGOTT to laben.

## Gemeinde
Die evangelische Kirchgemeinde gehört seit 2012 zur Propstei Stralsund im Pommerschen Evangelischen Kirchenkreis der Evangelisch-Lutherischen Kirche in Norddeutschland. Vorher gehörte sie zum Kirchenkreis Stralsund der Pommerschen Evangelischen Kirche.